# Montjay (Saône-et-Loire)
Montjay ist eine französische Gemeinde im Département Saône-et-Loire in der Region Bourgogne-Franche-Comté. Sie gehört zum Arrondissement Louhans und zum Kanton Pierre-de-Bresse. Die Gemeinde gehört seit Juli 2011 dem Gemeindeverband Bresse Revermont 71 an. Der Ort hat 199 Einwohner (Stand 1. Januar 2022).

## Geografie

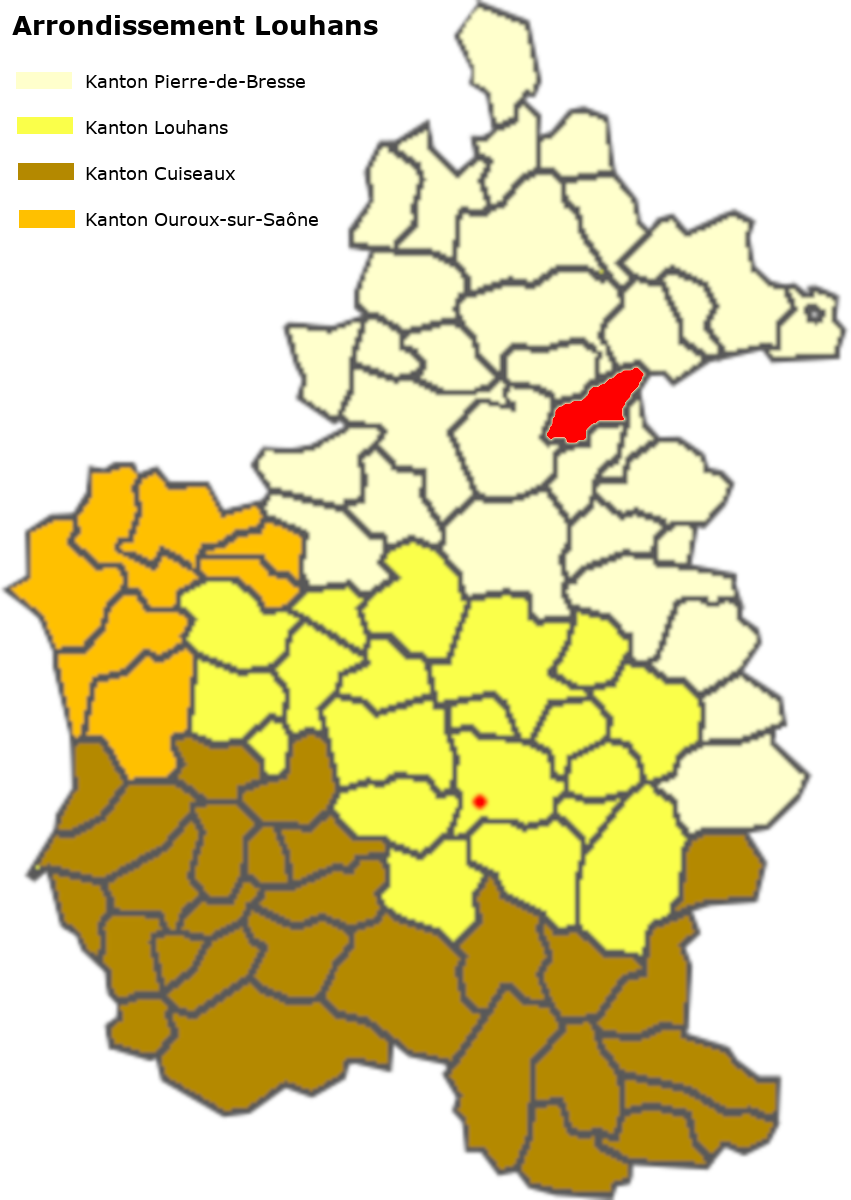
Lage der Gemeinde im Arrondissement Louhans

Die Gemeinde liegt in der Landschaft Bresse, im nördlichen Drittel des Arrondissement Louhans auf einer Anhöhe über dem Tal der Brenne. Das Département Jura dringt hier weit in das Gebiet des Département Saône-et-Loire ein, so dass Montjay im Nordosten an die Gemeinde Chapelle-Voland grenzt. Durch das nordöstliche Gemeindegebiet fließt die Brenne, die anschließend die östliche Gemeindegrenze bildet. Im südlichen Gemeindegebiet entspringt der Ruisseau de l’Étang de Bouhans. Das nördliche Gemeindegebiet wird durch ein Netz von Biefs entwässert (künstlich angelegte Wasserläufe, die der Bewirtschaftung der Étangs dienen), die ebenfalls in die Brenne münden. Montjay liegt an keiner wichtigen Straße, lediglich die Departementsstraße D137 (Bellevesvre – Torpes – Saint-Germain-du-Bois) führt durch den Ort. Das Gemeindegebiet weist praktisch keine zusammenhängenden Waldflächen auf. Die Gemeinde ist stark zersiedelt, über drei Viertel der Bevölkerung wohnt in den Weilern, die oft nur ein oder zwei Häuser aufweisen. Zur Gemeinde gehören folgende Weiler und Fluren: les Arbois, la Chancelle, les Chapuis, la Chardenière, Chaudenard, l’Étang-Touley, la Grange-Bernard, le Haut-de-Montjay, l’Isle, les Merlins, la Motte, les Mouilles, les Parets, les Picards, les Plateaux, les Ponces, la Rabottière, la Reppe.

### Klima
Das Klima in Montjay ist warm und gemäßigt. Es gibt das ganze Jahr über deutliche Niederschläge, selbst der trockenste Monat weist noch hohe Niederschlagsmengen auf. Die Klassifikation des Klimas nach Köppen und Geiger ist Cfb ((Gemäßigtes) Ozeanklima). Die Temperatur liegt im Jahresdurchschnitt bei 11,9 °C. Der wärmste Monat ist der Juli mit einer Durchschnittstemperatur von 21,1 °C, der kälteste der Januar mit 3,2 °C. Über ein Jahr verteilt summieren sich die Niederschläge auf 1081 mm, dabei ist der November mit 117 mm der niederschlagsreichste, während Juli als trockenster Monat 72 mm aufweist. Über das ganze Jahr werden etwa 2764 Sonnenstunden gezählt.
|                        | Jan | Feb | Mär  | Apr  | Mai  | Jun  | Jul  | Aug  | Sep  | Okt  | Nov  | Dez |   |      |
| Mittl. Temperatur (°C) | 3,2 | 3,9 | 7,5  | 11,1 | 15,0 | 19,1 | 21,1 | 20,7 | 16,8 | 12,9 | 7,3  | 4,1 | ⌀ | 11,9 |
| Mittl. Tagesmax. (°C)  | 6,2 | 7,6 | 11,9 | 15,7 | 19,3 | 23,8 | 25,7 | 25,4 | 21,4 | 16,9 | 10,5 | 6,8 | ⌀ | 16   |
| Mittl. Tagesmin. (°C)  | 0,6 | 0,5 | 3,2  | 6,4  | 10,3 | 14,1 | 16,1 | 15,8 | 12,7 | 9,2  | 4,4  | 1,5 | ⌀ | 7,9  |
|                        |     |     |      |      |      |      |      |      |      |      |      |     |   |      |
| Niederschlag (mm)      | 98  | 83  | 80   | 90   | 93   | 77   | 72   | 73   | 87   | 104  | 117  | 107 | Σ | 1081 |

| 0,6 |

| 0,5 |

| 3,2 |

| 6,4 |

| 10,3 |

| 14,1 |

| 16,1 |

| 15,8 |

| 12,7 |

| 9,2 |

| 4,4 |

| 1,5 |

| 0,6 |

| 0,5 |

| 3,2 |

| 6,4 |

| 10,3 |

| 14,1 |

| 16,1 |

| 15,8 |

| 12,7 |

| 9,2 |

| 4,4 |

| 1,5 |

## Toponymie
Die erste Erwähnung eines Ortes in der Gemeinde betrifft Motte, der 1157 als in der Curia de Montegerio erwähnt wird, 1216 wird dann ein Guido de Montjay erwähnt. Der Ort selber wird 1422/23 La Faye genannt, 1462 wird die Kirche erwähnt als l’esglise du Fay, 1469 nennt sich der Ort Moisenant. Dieser Name bleibt, bis 1783 Montjay ou Moisenans auftaucht und in der Folge Montjay als Bezeichnung für die Gemeinde beibehalten wird. Der Name geht vermutlich auf mons gaudii (Berg der Freude) zurück. Diese Bezeichnung wurde im Jakobsbuch dem Monte do Gozo gegeben, dem Punkt auf der Pilgerreise nach Santiago de Compostela, an dem erstmals das ersehnte Ziel sichtbar wird. Ableitungen von mons gaudii oder mont de joie haben häufig zu Bezeichnungen für Ortsnamen oder Weilern in Frankreich geführt.

## Geschichte
Seit dem 15. Jahrhundert gehörte Moisenant der Familie Bouton, bis Jeanne Bouton 1608 heiratete und die Herrschaft damit an Ponthus de Thiard de Bissy überging.
Seit 1587 gehörte die Herrschaft der Familie de Gréen, die im Weiler Plateaux ein Schloss besaßen, dessen viereckiger Turm im 18. Jahrhundert noch sichtbar war. Das Schloss selbst ist vollständig verschwunden; Beim Weiler L'Îsle befindet sich ein tiefer Weiher, genannt le Gour, in dessen Umgebung Mauerreste gefunden wurden. Angeblich stand hier das alte Schloss, von dem erzählt wird, jedes Jahr in der Weihnachtsnacht sei das Bimmeln des alten Glockenturms im Gour zu hören. Durch Heirat gelangte die Herrschaft an die Familie Raquet de Lorme. Ein Teil der Gemeinde gehörte Mitte des 18. Jahrhunderts der Familie de Scorailles.
Kirchenrechtlich war Montjay der Pfarrei von La Chaux zugehörig. 1768 entstand in Montjay eine eigene Pfarrei mit dem Bau der Kirche, die dem Heiligen Petrus geweiht ist und im 19. Jahrhundert renoviert wurde. In der heutigen Mairie war einst auch eine gemischte Schulklasse untergebracht. 1988 bestanden noch 28 Landwirtschaftsbetriebe.

### Die Herren von Montjay
1252 huldigte Jean, Graf von Burgund und Herr von Salins-les-Bains dem Herzog von Burgund, Hugues IV., für la Marche, Lessard, Saint-Germain-du-Bois und Montjay.

Monjay gehörte zum großen Teil zu La Chaux und zu einem weiteren Teil zu Bouhans und damit zum Marquisat des Scorailles. Der Bourg selber war ein eigenes Lehen, das den Boutons gehörte und seit 1587 den de Gréen. 1766 ging das Lehen durch Erbschaft von seiner Mutter an Marie Françoise du Raquét de Lorme, nachdem ihr Bruder Alexandre de Gréen de Saint-Marsault auf der Belle Poule (französisches Kriegsschiff von 1765 mit 12 Zwölfpfünder-Kanonen) gegen die Engländer den Heldentod gefunden hatte. Die de Gréen besaßen in les Plateaux (etwa 2 Kilometer südwestlich des Bourg an der D137 Route de Saint-Germain) ein Schloss. Die de Gréen waren Gentilshommes, das heißt, sie waren adlig von Geburt.

## Bevölkerung
| Montjay: Einwohnerzahlen von 1793 bis 2020 | Montjay: Einwohnerzahlen von 1793 bis 2020 | Montjay: Einwohnerzahlen von 1793 bis 2020 | Montjay: Einwohnerzahlen von 1793 bis 2020 | Montjay: Einwohnerzahlen von 1793 bis 2020 |
| --- | ------------------------------------------ | ------------------------------------------ | ------------------------------------------ | ------------------------------------------ |
| Jahr |                                            |                                            |                                            | Einwohner                                  |
| 1793 | 1793                                       |                                            | 623                                        | 623                                        |
| 1800 | 1800                                       |                                            | 581                                        | 581                                        |
| 1806 | 1806                                       |                                            | 704                                        | 704                                        |
| 1821 | 1821                                       |                                            | 720                                        | 720                                        |
| 1831 | 1831                                       |                                            | 751                                        | 751                                        |
| 1836 | 1836                                       |                                            | 755                                        | 755                                        |
| 1841 | 1841                                       |                                            | 804                                        | 804                                        |
| 1846 | 1846                                       |                                            | 764                                        | 764                                        |
| 1851 | 1851                                       |                                            | 789                                        | 789                                        |
| 1856 | 1856                                       |                                            | 735                                        | 735                                        |
| 1861 | 1861                                       |                                            | 713                                        | 713                                        |
| 1866 | 1866                                       |                                            | 747                                        | 747                                        |
| 1872 | 1872                                       |                                            | 770                                        | 770                                        |
| 1876 | 1876                                       |                                            | 787                                        | 787                                        |
| 1881 | 1881                                       |                                            | 799                                        | 799                                        |
| 1886 | 1886                                       |                                            | 770                                        | 770                                        |
| 1891 | 1891                                       |                                            | 760                                        | 760                                        |
| 1896 | 1896                                       |                                            | 767                                        | 767                                        |
| 1901 | 1901                                       |                                            | 791                                        | 791                                        |
| 1906 | 1906                                       |                                            | 768                                        | 768                                        |
| 1911 | 1911                                       |                                            | 752                                        | 752                                        |
| 1921 | 1921                                       |                                            | 688                                        | 688                                        |
| 1926 | 1926                                       |                                            | 650                                        | 650                                        |
| 1931 | 1931                                       |                                            | 562                                        | 562                                        |
| 1936 | 1936                                       |                                            | 538                                        | 538                                        |
| 1946 | 1946                                       |                                            | 456                                        | 456                                        |
| 1954 | 1954                                       |                                            | 435                                        | 435                                        |
| 1962 | 1962                                       |                                            | 412                                        | 412                                        |
| 1968 | 1968                                       |                                            | 347                                        | 347                                        |
| 1975 | 1975                                       |                                            | 313                                        | 313                                        |
| 1982 | 1982                                       |                                            | 237                                        | 237                                        |
| 1990 | 1990                                       |                                            | 211                                        | 211                                        |
| 1999 | 1999                                       |                                            | 196                                        | 196                                        |
| 2006 | 2006                                       |                                            | 187                                        | 187                                        |
| 2009 | 2009                                       |                                            | 192                                        | 192                                        |
| 2014 | 2014                                       |                                            | 200                                        | 200                                        |
| 2020 | 2020                                       |                                            | 204                                        | 204                                        |
| Quelle(n): EHESS/Cassini bis 2006, ab 2009 INSEE Anmerkung(en): • Ab 1962 offizielle Zahlen ohne Einwohner mit Zweitwohnsitz • Höchste Einwohnerzahl 1841 mit 804, tiefste Einwohnerzahl 2009 mit 192 (23,9 % vom Maximum) |                                            |                                            |                                            |                                            |

| Bevölkerungsstruktur | Anzahl Einwohner | männlich | weiblich | davon Ausländer | Anteil % |
| -------------------- | ---------------- | -------- | -------- | --------------- | -------- |
|                      | 201              | 107      | 94       | 16              | 8,0      |

| Männer | Alterstufe | Frauen |
| ------ | ---------- | ------ |
| 2      | 90 + älter | 1      |
| 12     | 75–89      | 17     |
| 32     | 60–74      | 30     |
| 26     | 45–59      | 19     |
| 18     | 30–44      | 10     |
| 11     | 15–29      | 7      |
| 8      | 0–14       | 9      |

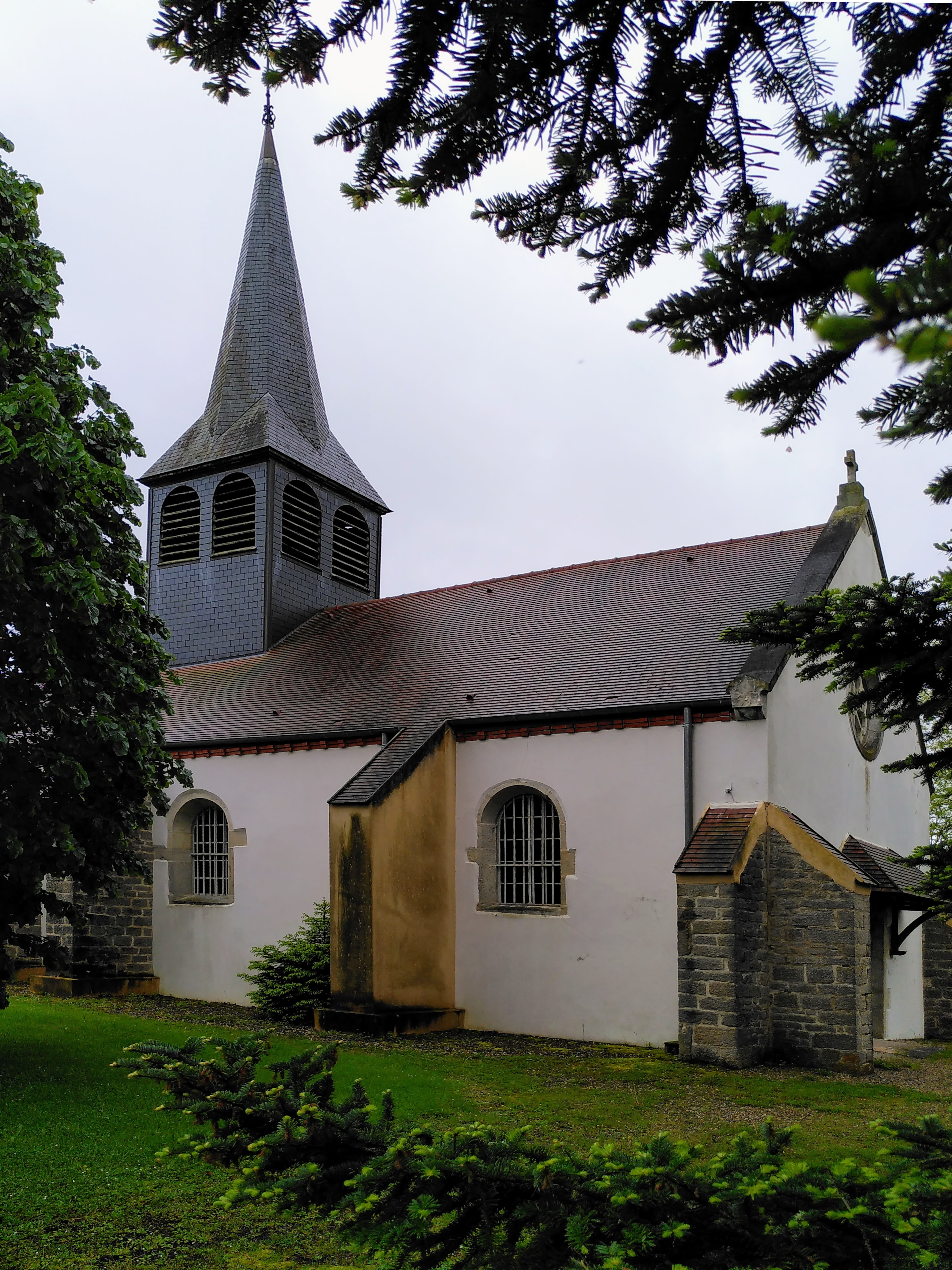
Kirche Saint-Pierre in Montjay

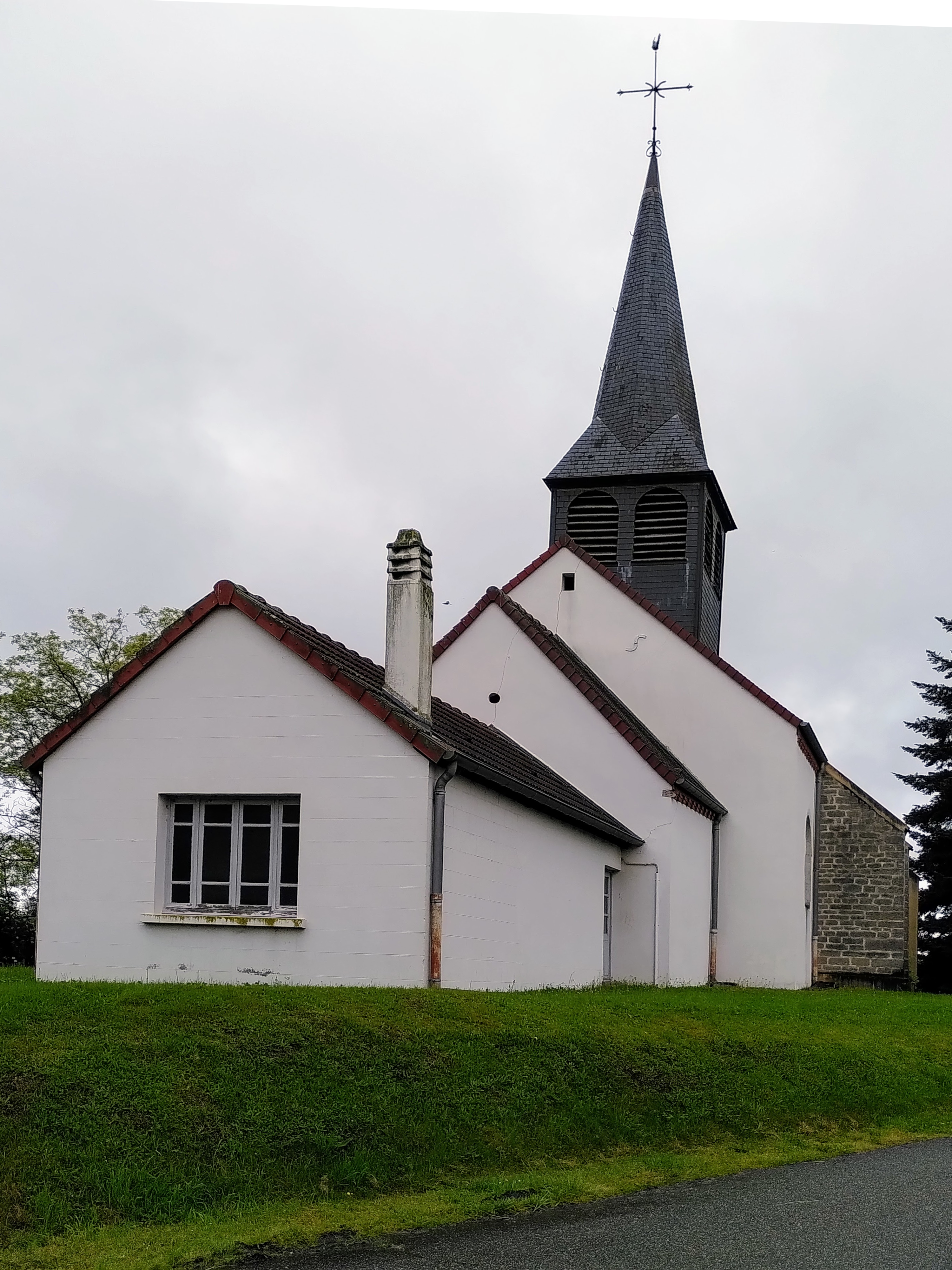
Kirche Saint-Pierre in Montjay mit den östlichen Anbauten

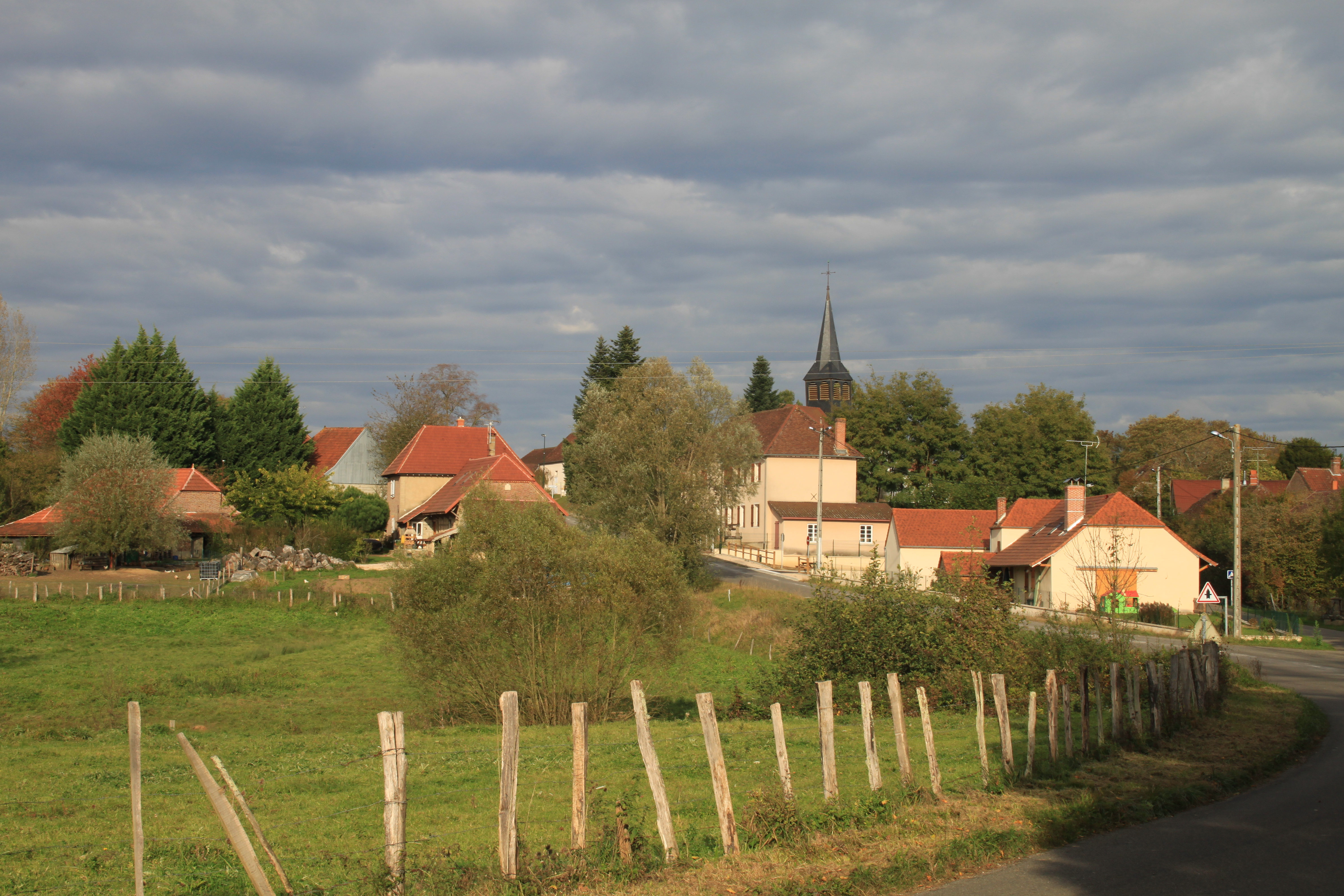
Blick auf das Dorf Montjay

Die Bevölkerungsstruktur zwischen Männern und Frauen weist einen Überhang zugunsten der Männer auf, die 53,2 % der Bevölkerung ausmachen, wobei 31 % der Bevölkerung jünger als 45 Jahre sind. Demgegenüber sind 47 % der Einwohner älter als 60 Jahre und damit im Rentenalter.
| Wohnstruktur               | Anzahl Wohneinheiten | davon Häuser | Wohnungen | sonstige |
| -------------------------- | -------------------- | ------------ | --------- | -------- |
|                            | 150                  | 147          | 3         |          |
| davon Hauptwohnsitz        | 102                  |              |           |          |
| Zweit- oder Ferienwohnsitz | 42                   |              |           |          |
| vakant                     | 6                    |              |           |          |

## Wirtschaft und Infrastruktur

### Unternehmen, Betriebe, Ladengeschäfte und Einrichtungen
In der Gemeinde befinden sich nebst der Mairie und Kirche folgende Unternehmen nach Branchen:
| Branche                                                           | Anzahl Betriebe |
| ----------------------------------------------------------------- | --------------- |
| Industrie und verarbeitendes Gewerbe                              | 1               |
| Baugewerbe                                                        | 3               |
| Groß- und Einzelhandel, Verkehr, Beherbergung und Gastronomie     | 2               |
| Information und Kommunikation                                     |                 |
| Finanz- und Versicherungsdienstleistungen                         |                 |
| Grundstücks- und Wohnungswesen                                    | 1               |
| Freiberufliche, wissenschaftliche und technische Dienstleistungen | 1               |
| Öffentliche Verwaltung, Unterricht, Gesundheits- und Sozialwesen  | 2               |
| Sonstige Dienstleistungen                                         | 2               |
| Land- und Forstwirtschaftsbetriebe                                | 7               |

In der Gemeinde befinden sich eine Immobilienagentur, ein Bauhandwerksbetrieb und ein Elektriker. Mit den Gütern des täglichen Bedarfs versorgen sich die Einwohner in Serley und in Saint-Germain-du-Bois.

### Geschützte Produkte in der Gemeinde
Als AOC-Produkte sind in Montjay Volaille de Bresse und Dinde de Bresse zugelassen.

### Bildungseinrichtungen
Die Gemeinde verfügt über keine eigenen Schulen, die Kinder werden in Schulen der umliegenden Gemeinden ausgebildet.